# Sirtuin 7
Sirtuin 7(SIRT7) 유전자는 단백질의 시르투인(Sirtuin) 패밀리의 구성원을 코딩하고, 효모 Sir2(Sirtuin 2) 단백질에 대한 상동체이다. 시르투인(sirtuin) 생성군의 구성원은 시르투인(sirtuin) 핵심 도메인을 특징으로하며 4가지 클래스로 그룹화된다. 인간 시르투인의 기능은 아직 결정되지 않았다. 그러나, 효모 시르투인 단백질은 후성유전적 발현을 억제하는 유전자 침묵(Gene silencing)을 조절하고 rDNA의 재조합을 억제하는 것으로 알려져있다. 연구는 인간 시르투인이 모노-ADP-리보실 트랜스퍼라아제(mono-ADP-ribosyltransferase) 활성을 갖는 세포내 조절 단백질로서 기능할 수 있음을 시사한다. 이 유전자에 의해 코딩된 단백질은 시르투인 패밀리의 클래스 IV에 포함된다.

## 같이 보기
- 근육
- 운동